# Sabrina Giusto
Sabrina Giusto (nascida em 31 de agosto de 1971) é uma ex-tenista profissional brasileira.
Giusto alcançou a melhor classificação de 171 do mundo e participou duas vezes do sorteio de qualificação para o Aberto da França. Ela jogou tênis a Copa da Federação pelo Brasil em 1991, tendo como resultado três empates, e uma vitória sobre a paraguaia Larissa Schaerer.

## Finais da ITF
| Torneios de US$ 25.000 |
| Torneios de US$ 10.000 |

### Individual: 3 (2–1)
| Resultado   | N. | Data                  | Torneio                | Superfície | Oponente             | Pontuação |
| ----------- | -- | --------------------- | ---------------------- | ---------- | -------------------- | --------- |
| Vencedora   | 1. | 17 de julho de 1989   | Sezze, Itália          | Saibro     | Laura Murgo          | 6–1, 6–4  |
| Vencedora   | 2. | 30 de outubro de 1989 | Belo Horizonte, Brasil | Saibro     | Cristina Rozwadowski | 6–1, 6–0  |
| Vice-campeã | 1. | 13 de agosto de 1990  | Brasília, Brasil       | Argila     | Gisele Miró          | 1–6, 0–6  |

### Duplas: 3 (1–2)
| Resultado   | N. | Data                  | Torneio            | Superfície | Parceira          | Oponentes                         | Pontuação     |
| ----------- | -- | --------------------- | ------------------ | ---------- | ----------------- | --------------------------------- | ------------- |
| Vice-campeã | 1. | 31 de agosto de 1987  | Caracas, Venezuela | Saibro     | Rita Cruz Lima    | Henriette Gemer Andreina Schael   | 4–6, 1–6      |
| Vice-campeã | 2. | 23 de outubro de 1989 | São Paulo, Brasil  | Saibro     | Maria Pilar Valls | Inés Gorrochategui Karen Buchholz | 3–6, 6–2, 6–7 |
| Vencedora   | 1. | 31 de maio de 1993    | Braga, Portugal    | Duro       | Emanuela Brusati  | Miyako Ataka Emiko Takahashi      | 6–2, 3–6, 6–2 |